# Ferdinando Lucchesi-Palli
Ferdinando Lucchesi-Palli (Napoli, 31 dicembre 1860 – Napoli, 16 ottobre 1922) è stato un dirigente sportivo e diplomatico italiano.

## Biografia

Stemma dei Lucchesi Palli

Di antica famiglia dell’aristocrazia siciliana, si laureò in giurisprudenza nel 1882, seguendo poi la carriera diplomatica come da tradizione familiare. Dopo aver prestato servizio all'ambasciata italiana in Egitto, nel 1888 venne nominato Viceconsole del Regno d'Italia a Parigi, dove prese parte come delegato della Federazione Ginnastica Nazionale al Congresso della Sorbona dal 16 al 23 giugno 1894, in occasione del quale venne presa la decisione di far rivivere le antiche Olimpiadi, divenendo il primo membro italiano del Comitato olimpico internazionale.
Venne eletto all'assemblea esecutiva del comitato, da cui fu però costretto a dimettersi dopo pochi mesi a causa degli impegni legati alla propria carriera diplomatica, lasciando l'incarico al duca Riccardo Carafa d'Andria che partecipò come dirigente ai Giochi della I Olimpiade. Proseguì successivamente la carriera diplomatica prestando servizio in numerosi paesi, fino a divenire Console Generale presso la Repubblica Elvetica.